# Jacqui Melksham
Jacqui Melksham est une arbitre australienne de football née le 12 octobre 1978 en Australie.

## Carrière
Jacqui Melksham arbitre des matchs du Championnat d'Australie de football féminin, ainsi que des matchs internationaux depuis 2004. Elle fait partie des 16 arbitres retenues pour la Coupe du monde de football féminin 2011..